# Coenosia elegans
Espèce
Coenosia elegans est une espèce d'insectes diptères de la famille des Muscidae, de la sous-famille des Coenosiinae et de la tribu des Coenosiini. Elle est trouvée en Alaska, aux États-Unis.

## références
1. ↑  (en) The Muscidae of Northern Canada, Alaska, and Greenland (Diptera). HC Huckett - The Memoirs of the Entomological Society of Canada, 1965